# Hemeroplanis geometralis
Hemeroplanis geometralis là một loài bướm đêm trong họ Erebidae.